# Bryconamericus emperador
Bryconamericus emperador és una espècie de peix de la família dels caràcids i de l'ordre dels caraciformes.

## Morfologia
- Els mascles poden assolir 10,4 cm de llargària total.[5][6]

## Hàbitat
Viu en zones de clima tropical entre 23 °C - 27 °C de temperatura.

## Distribució geogràfica
Es troba a Panamà (conques dels rius Chagres, Tuira, Bayano i Santa María) i Colòmbia (rius Baudó, San Juan, Atrato, i rius de la costa pacífica).